# NB-11 Crvena zvijezda
NB-11 Crvena zvijezda (Naoružani brod-11 — Вооружённый корабль-11 «Црвена звезда») — патрульный корабль партизанских военно-морских сил Югославии. Изначально состоял в ВМС Италии под именем Аnton, после капитуляции был захвачен немцами. 27 апреля 1944 в заливе Святого Николая у острова Олиб атакован катерами PČ-3 и PČ-4, экипаж вынужден был капитулировать. Партизанами был отремонтирован и дополнительно вооружён.
1 апреля 1945 у острова Сусак подорвался на мине и затонул. Из 28 человек, находившихся на корабле, 22 погибли.